# Paseo peatonal Alonso de Ercilla y Zúñiga
El Paseo Peatonal Alonso de Ercilla y Zúñiga, llamado coloquialmente simplemente Paseo Peatonal o Paseo Barros Arana (por una de las calles que la alberga), es un paseo peatonal que está en el centro de la ciudad de Concepción, Chile. Su nombre se debe a Don Alonso de Ercilla y Zúñiga, escritor español de la obra La Araucana.
En torno a él se concentra una buena parte del comercio de la ciudad, en la Calle Aníbal Pinto y Calle Diego Barros Arana. En sus inmediaciones hay una fuente, quioscos, escaños y árboles. 
A fines de la década de 2000, el paseo ha sido remodelado y extendido para abarcar varias calles adicionales.

## Historia

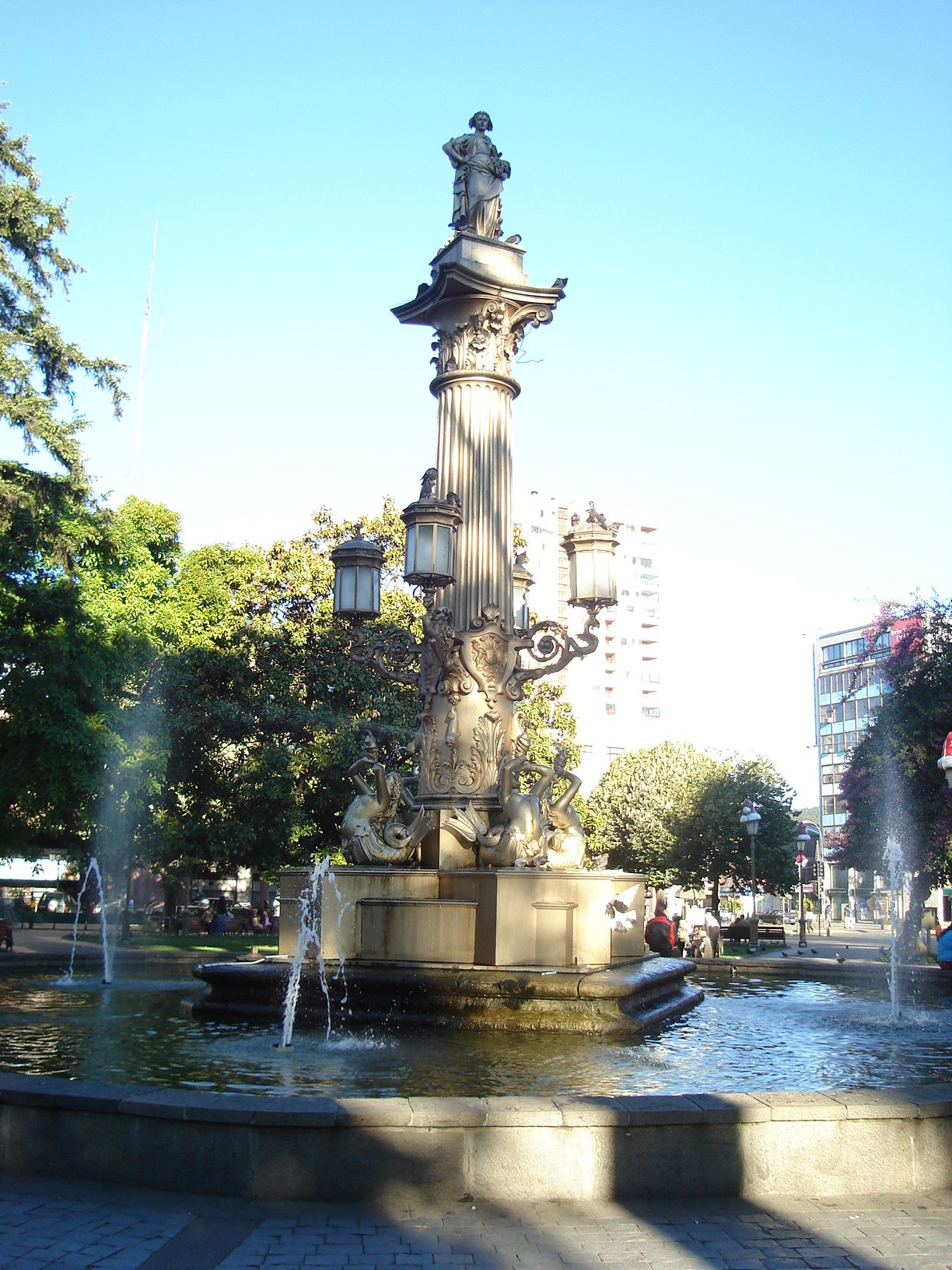
Pileta de la Plaza de la Independencia. Atrás de los árboles del fondo se encuentra el Paseo Peatonal.

Este paseo se inaugura en 1981, teniendo dos ejes viales: Calle Aníbal Pinto y Calle Diego Barros Arana, que se unían en la Plaza de la Independencia.

### Proyecto original

#### Primera etapa
La primera etapa del proyecto contempló su construcción en la calle Diego Barros Arana, desde Calle Caupolicán, y se extendía este hasta las calles Diego Portales y Miguel de Cervantes. Comienza al frente del Hotel El Araucano y el Arzobispado de la Santísima Concepción. Incluyó además la calle Aníbal Pinto desde Bernardo O´Higgins hasta calle Maipú.
En su recorrido se encontraban jardineras, escaños, quioscos de diarios y revistas, siguiendo por el lado de la calle, y al frente de la Plaza de la Independencia. En la intersección con Calle Aníbal Pinto, se encontraba el letrero de madera en relieve  que señalaba  "I. Municipalidad de Concepción. Paseo Alonso de Ercilla y Zuñiga". Casi al llegar a Calle Colo Colo se encontraba un quiosco florería de estilo Art Nouveau y una pileta. Luego seguía hasta calles Diego Portales y Miguel de Cervantes, en donde finalizaba.
Esta primera etapa, tenía un diseño de pavimento de colores y textura antidelizante, que a la fecha ( 2025) sólo se pude ver en el sector próximo a la ex Intendencia. Los escaños y  luminarias de fierro forjado, así como jardineras han sido eliminadas.
El diseño de este proyecto fue encargado al Arquitecto Ignacio Cruz Romero, quien contó con el apoyo del Arquitecto Alex Trautmann.

#### Segunda etapa
La segunda etapa contempló la continuación desde calles Diego Portales y Miguel de Cervantes hasta Calle Castellón. También se hizo un tramo semipeatonal entre Caupolicán y Lincoyán que contemplaba la instalación de jardineras y escaños en la vereda sureste, la vereda noroeste no recibe una mayor intervención.
Luego de la segunda etapa, se realizaron trabajos de cambio de paisajismo del Paseo, eliminando algunos elementos como las antiguas jardineras, la eliminación del quiosco de juegos de azar en Calle Colo Colo y la modernización de quioscos de revistas.

### Bulevar Diego Barros Arana
La tercera, cuarta y quinta etapa corresponden al proyecto del Bulevar Diego Barros Arana entre calle Caupolicán y Plaza España. Con esto se une el centro comercial y comunal con el nuevo centro cívico regional, en la Antigua Estación Central de Concepción. La tercera etapa se mejora el tramo semipeatonal entre Calles Caupolicán y Lincoyán, modificando la cantidad de pista y arreglando la vereda norponiente, poniendo los escudos de las comunas de la provincia de Concepción, mediante mosaicos. La cuarta etapa es un paseo semipeatonal entre Calles Angol y Salas. La quinta etapa es un paseo semipeatonal entre Salas y Plaza España.

## Ubicación
Posee dos ejes:
- Calle Diego Barros Arana entre Lincoyán y Castellón.
- Calle Aníbal Pinto entre Diego Barros Arana y Maipú.

## Puntos relevantes
- Calle Diego Barros Arana (Dirección oeste - este)
  - Torre Ligure
  - Arzobispado de la Santísima Concepción
  - Casa Central Universidad Católica de la Santísima Concepción
  - Hotel El Araucano y Galerías Internacionales
  - Centro Español
  - Ex Hotel Ritz (actual Hites)
  - Instituto Diego Portales
  - Palacio Hirmas
  - Boulevard Gascón
  - Edificio Ripley
  - Portal Falabella
  - Edificio Almacenes Paris
  - Palacio Castellón
  - Palacio de Tribunales

- Calle Aníbal Pinto (Dirección sur - norte)
  - Fuente de Soda Llanquihue